# Voacanga foetida
Voacanga foetida är en oleanderväxtart som först beskrevs av Carl Ludwig von Blume, och fick sitt nu gällande namn av Robert Allen Rolfe. Voacanga foetida ingår i släktet Voacanga och familjen oleanderväxter. Inga underarter finns listade i Catalogue of Life.